# Styrax suberifolius
Styrax suberifolius är en storaxväxtart som beskrevs av William Jackson Hooker och Arn. Styrax suberifolius ingår i släktet Styrax och familjen storaxväxter. Utöver nominatformen finns också underarten S. s. hayataianus.